# ساحل قلوه‌سنگی

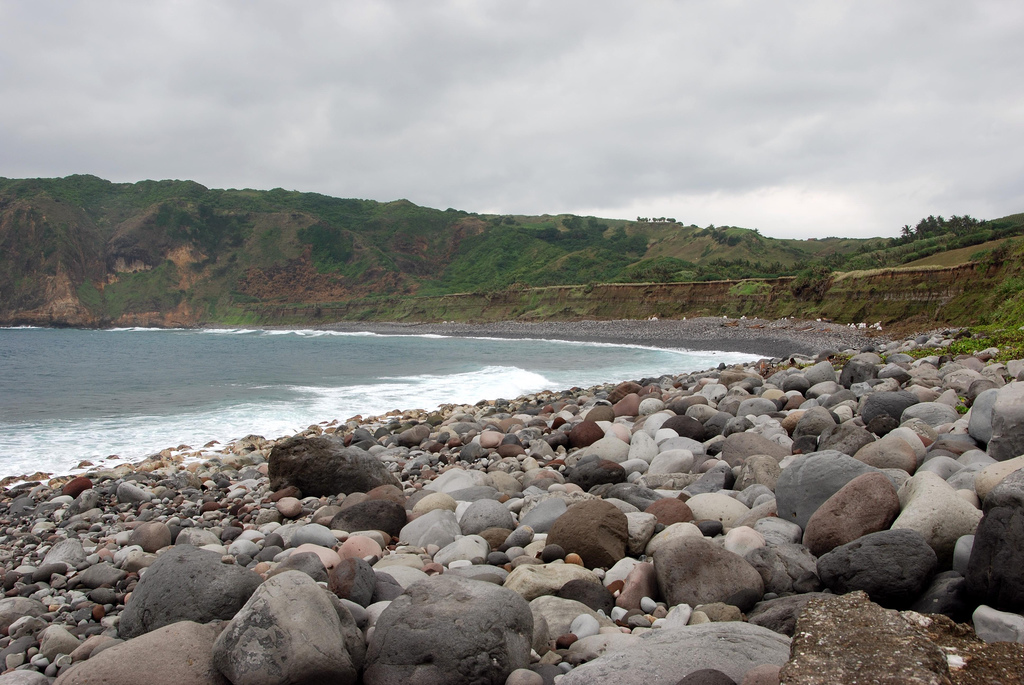
یک ساحل قلوه‌سنگی در باتانس، فیلیپین

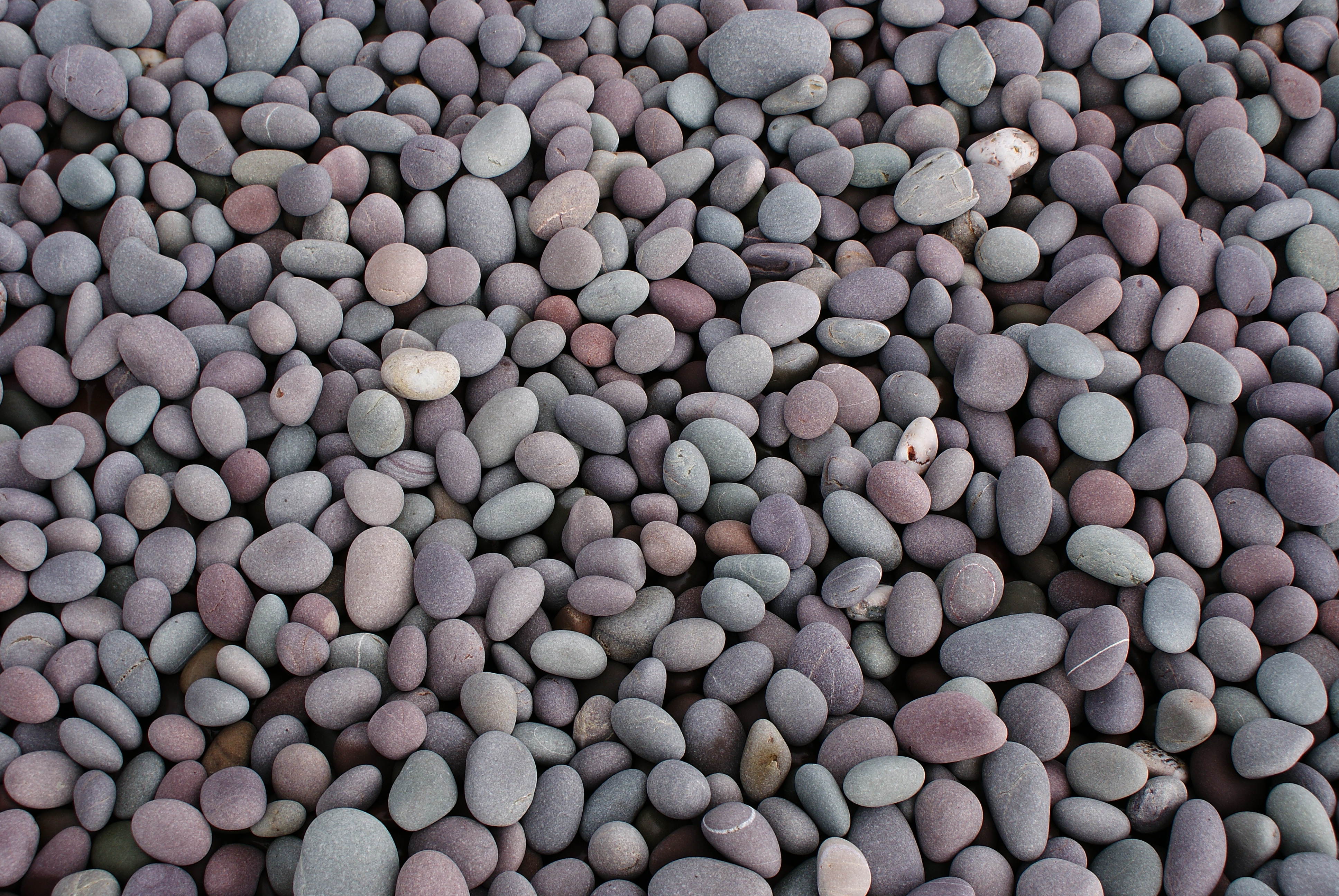
سنگریزه‌ها در ساحل قلوه‌سنگی در سامرست، انگلستان

ساحل قلوه‌سنگی (به انگلیسی: Shingle beach) (که به آن ساحل سنگ‌ریزه‌ای یا ساحل ریگی نیز گفته می‌شود) ساحلی است که با ریگ یا سنگ‌فرش‌های کوچک تا قلوه‌سنگ‌های متوسط (برخلاف شن‌های ریز) زره‌پوش شده‌است. به‌طور معمول، ترکیب سنگ ممکن است از اندازه‌های ویژه از قطر ۲ تا ۲۰۰ میلیمتر (۰٫۱ تا ۷٫۹ اینچ) درجه‌بندی شود.